# Tebipenem
El Tebipenem (nombre comercial Orapenem) es un antibiótico de amplio espectro administrado por vía oral, del tipo carbapenem. Fue desarrollado como un fármaco de reemplazo para combatir las bacterias que habían adquirido resistencia a los antibióticos de uso común. Tebipenem está formulado como el éster tebipenem pivoxil debido a la mejor absorción y biodisponibilidad. Se ha desempeñado bien en los ensayos clínicos para la infección del oído e infecciones del tracto urinario alto. Actualmente solo se comercializa en Japón. Tebipenem es el primer carbapenem cuya forma de profármaco está disponible por vía oral.

## Ensayos clínicos
El 7 de abril del 2022 se liberó un estudio randomizado doble ciego de no inferioridad, entre Tebipenem y Ertapenem en contexto de pielonefritis aguda complicada. El resultado demostró  ausencia de inferioridad en comparaicón al ertapenem intravenoso en el tratamiento de infecciones urinarias complicadas y pielonefritis aguda, manteniendo un  buen perfil de seguridad.